# BB 1800
Les BB 1800 sont des locomotives-fourgons électriques de la SNCF. Il s'agit des locomoteurs 5000, dits de première série, de la Compagnie de l'Ouest. Ils sont mis en service sous les numéros 5001 à 5010 le 12 avril 1900 sur la ligne Paris-Invalides - Issy-Plaine, prolongée jusqu'à Meudon le 1er juillet 1901 puis jusqu'à Versailles R.G. le 31 mai 1902. 

## Description

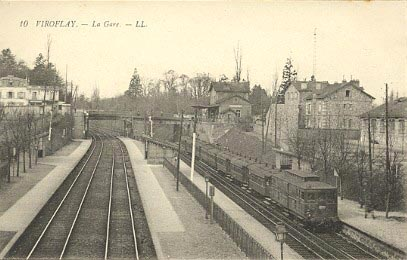
Train de banlieue remorqué par un tracteur 5000 en Gare de Viroflay-Rive-Gauche.

Les locomotives possèdent une caisse en bois recouvert de tôle et reposant sur un châssis en acier. Deux grandes cabines de conduite extrêmes qui contiennent également une partie de l'équipement électrique encadrent un vaste fourgon à bagages. Sur chaque face latérale, deux portes permettent d'accéder aux cabines de conduite. Une troisième, roulante, s'ouvre sur le compartiment à bagages.
Toutes les unités possèdent quatre moteurs d'une puissance continue de 92 kW mais deux techniques de transmission sont testées : cinq machines disposent d'une transmission à engrenages (société Postel Vinay) et les cinq autres d'une transmission directe (Brown-Boveri). Équipées de frotteurs pour le captage par troisième rail alimenté en 600 V continu, elles n'ont jamais été transformées pour l'alimentation par caténaire 1500 V.
À partir de 1932, les neuf exemplaires restants — la Z 5002, endommagée par un incendie, est radiée dès 1907 — sont modifiés : leurs moteurs sont remplacés par ceux récupérés sur les 18 automotrices de 1re série arrêtées depuis 1927, elles reçoivent un équipement électrique Sprague-Thomson et leur lanterneau de toiture ainsi que les longs marchepieds en bois sont supprimés.

## Carrière et services
La ligne de Paris-Invalides à Versailles-Rive-Gauche est progressivement électrifiée par troisième rail alimenté en courant continu de 550 puis de 600 V entre le 12 avril 1900 et le 31 mai 1902.
Affectées au dépôt de Paris-Champ-de-Mars dès leur mise en service en 1901, les Z 5000 assurent ainsi les premiers services réguliers sur une ligne électrifiée en France et, dès leur mise sen service, leurs performances se montrent très supérieures aux exigences du cahier des charges.
Ces machines tractent entre autres de courtes rames de 4 voitures Talbot (3 C et 1 BC pilote) sur la ligne de Puteaux à Issy-Plaine, entre 1937 et au moins 1942.
Immatriculées comme des automotrices Z 5001 à 5010 à leur mise en service, elles sont renumérotées en tant que locomotives BB 001 à 010 en 1932 puis BB 1801 à 1810 en 1950, le numéro deux, correspondant à l'exemplaire prématurément radié n'étant plus attribué. En fin de carrière, leur activité se limite aux manœuvres dans l'enceinte du dépôt et elles sont amorties entre 1948 et 1956. Leurs services en ligne sont repris par des automotrices dites de 2ème série (Z 1200).